# Морган ап Оуайн (лорд Гвинллуга)
Морган ап Оуайн (валл. Morgan ap Owain;) (умер в 1157/1158) — лорд Гвинллуга и Каэр-Леона.

## Биография
После того, как Карадог ап Грифид был убит в 1081 году в битве при Майнид Карн против Риса ап Теудура, его сын Оуайн Слабый правил только Гвинллугом. В последующие годы большая часть Гвента была завоевана англо-нормандским лордом Робертом Фицхамоном.
В 1136 году Морган вместе со своим братом Йорвертом убили Ричарда ФитцГилберта де Клэра, англо-нормандского лорда Кередигиона, в засаде во время валлийского восстания после смерти короля Генриха I. Затем он захватил Каэрлеон и замок Аск, таким образом получив контроль над Верхним Гвентом и Лленфеннитом. Хотя он правил лишь небольшой территорией, с этого момента он называл себя королем. Поскольку соседние нормандские лорды Марчер сами были вовлечены в гражданскую войну в Англии после смерти Генриха I, он смог удержать свои завоевания. Кроме того, он обезопасил себя соглашениями с Робертом, графом Глостером, а после его смерти — с Роджером Фицмайлсом, 2-м графом Херефордом. Он и его воины несколько раз сражались в качестве наемников на службе у Роберта Глостера и Роджера ФитцМайлза на стороне королевы Матильды, в том числе «как ужасная валлийская толпа» вместе с Кадваладром Гвинедским и Мадогом Поуиским в битве при Линкольне. В 1154 году он был наконец признан Генрихом II лордом Карлеона, но в 1158 году он и его придворный поэт Гургант ап Рис были убиты во время набега к северу от Кайрфилли Ифором Коротким, валлийским лордом Сенгенидда. Хотя у Моргана осталось как минимум два сына, Морган и Хивел, ему наследовал его брат Йорверт.